# Hulda Shipanga
Hulda Kamboi Shipanga (nhũ danh Ngatjikare; 28 tháng 10 năm 1926 – 26 tháng 4 năm 2010) là một y tá, nữ hộ sinh và cố vấn bộ trưởng cho Bộ Y tế Namibian. Bà là y tá da đen đầu tiên ở Namibia được thăng chức lên cấp bậc cao nhất.

## Tiểu sử
Sinh ra ở Aminuis, Tây Nam Phi, và được đào tạo ở Nam Phi, đầu tiên là nghề giáo viên, sau đó là nghề y tá, bà trở về Tây Nam Phi (ngày nay là Namibia) để làm việc tại Bệnh viện bản địa ở Windhoek. Shipanga nghiên cứu thêm để trở thành một nữ hộ sinh, một nghề nghiệp mà bà sau đó được thực hiện tại Windhoek's Old Location, một khu vực tách biệt dành cho người da đen. Vào ngày 10 tháng 12 năm 1959, ngày khởi nghĩa tại Old Location, bà là một trong ba y tá chăm sóc những người bị thương khi các bác sĩ (tất cả đều là da trắng tại thời điểm đó do những hạn chế của Đạo luật giáo dục Bantu) tại các bệnh viện ở Windhoek từ chối chăm sóc họ.
Sau khi hội đủ điều kiện là y tá chính và chuyên về nhi khoa và chỉnh hình tại Vương quốc Anh, bà là y tá có trình độ cao nhất trong những ngày kết thúc chế độ cũ của Tây Nam Phi và trong thời gian chính phủ lâm thời ở Namibia được thành lập. Ngay sau khi Namibia giành độc lập, bà là y tá da đen đầu tiên được thăng chức lên cấp bậc Matron, trước đó, việc thăng chức như vậy không được khuyến khích do các luật phân biệt chủng tộc Apartheid. Shipanga phục vụ ở vị trí này tại bệnh viện quốc gia Katutura cho đến khi nghỉ hưu.